# Вулиця Нечуя-Левицького (Київ)
Ву́лиця Нечуя́-Леви́цького — вулиця в Солом'янському районі міста Києва, місцевість Олександрівська слобідка. Пролягає від вулиці Божків Яр до вулиць Медвинської та Миклухи-Маклая.
Прилучаються Над'ярна вулиця, провулок Нечуя-Левицького, вулиці Гайова, Шпильова, Траншейна, Феофіла Яновського. Продовженням вулиці слугує вулиця Монтажників.

## Історія
Вулиця виникла у середині ХХ століття під назвою 468-а Нова, 1944 року набула назву вулиця Левицького. Сучасна назва на честь І. С. Нечуя-Левицького — з 1955 року. Фактично вулиця була сформована і забудована наприкінці 1940-х — у 1-й половині 1950-х років.
1958 року від вулиці відокремлено Ямпільську вулицю, яка в 1961 році отримала назву вулиця Монтажників.

## Установи
- Консульство Республіки Туніс (буд. № 38-а).